# Čarovnica Čirimbara
Čarovnica Čirimbara je klasična ljudska pravljica, ki jo je zapisal France Bevk. Prvič je izšla leta 1938 v Gorici.

## Povzetek vsebine
Književni čas pravljice ni točno določen, bilo je včeraj ali pred sto leti, ko je živela huda čarovnica Čirimbara. Bila je zelo stara, zgrbljena, imela je oster nos in kljukasto brado. Na eno nogo je bila šepava in zato je pri hoji uporabljala palico s kljuko, ki ji je služila tudi za čaranje. S palico si je pričarala vse, kar si je poželela: vegasto kočo, žabjo mlako, metlo in čarobni vrt, na katerem je raslo grmovje s suhimi cekini. Živela je sredi velikega gozda, v katerega se nihče ni upal razen volkov in razbojnikov. Kdor pa je stopil vanj, se ni več vrnil.
V tistih časih  je zraven gozda ležala vas Dremavci, zunaj katere je stala borna koča. V tej koči so živeli oče, mati, sinček Jure in hčerka Mretka. Imeli so osla sivčka, ki ga je oče Bisagar vsako jutro opremil z bisagami in hodil od prodajalne do prodajalne ter nakupoval, kar so mu vaščani naročili.
Nekega dne, ko sta se oče in osel vračala iz mesta, se je osel nenadoma ustavil in zgrudil na tla. Mimo je prišla smrt, oblečena v črno in ker je ni spoznal, je oče rekel, da bi mu bilo ljubše, če bi izgubil ženo kot osla. Smrt mu je ustregla. Osel, ki je še trenutek prej ležal kot mrtev, je nenadoma pomignil z ušesi, planil na noge in veselo zarigal. Bisagar se je od začudenja zasmejal, mu znova naložil bisage in odpravila sta se naprej. Pred kočo sta ju žalostno pričakala Jure in Mretka z novico, da je mati zbolela. Očetu je takoj postalo vse jasno. Tista črna ženska, ki je ni dobro pogledal, je bila smrt. Zaradi nepremišljeno izrečenih besed se je zgodila nesreča in Bisagar se je jezil sam nad seboj. Stekel je do matere in ji povedal vse od začetka do konca: kako je osel omagal, kako je prišla smrt, kako je izrekel tiste nesrečne besede...
Naslednji dan je moral prodati osla, da je imel denar za padarja, ki bi pozdravil bolnico. Padar je rekel, da je bolezen nenavadna in da bi jo ozdravile le jagode, te pa so bile le na vrtu čarovnice Čirimbare, od koder se nihče ni vrnil. Bisagarja to ni ustavilo, odločen je bil, da svoji ženi prinese jagode.
Odpravil se je na pot. Hodil je dolgo, a videl je sama drevesa, nikjer vrta. Nato je zagledal zajčka, ujetega v zanko. Bisagar ga je rešil, zajček pa ga je v zahvalo odpeljal do čarobnega vrta. Vendar ga Bisagar ni ubogal in ni počakal noči, kot mu je zajček naročil, ga je čarovnica ujela, vanj vrgla lonec in ga spremenila v mačka. Čarovnica ga je vzela domov in ga čarala tako, da je bil enkrat lonec, drugič maček, kakor je potrebovala.
Minevali so dnevi in očeta ni in ni bilo domov. Otroka sta ga zaman čakala, zato je Jure sklenil, da se odpravi ponj, Mretki pa je naročil, naj pazi in ne spusti smrti v kočo. Na poti je Jure srečal sivo miško in ker jo je v preteklosti rešil iz krempljev hudobnega mačka, mu je želela pomagati. Jure ji je povedal, da išče očeta in čarobni vrt z jagodami, in miška ga je najprej odpeljala do čarovničine koče. V koči je Jure našel lonec s fižolom in ga pojedel. Lonec je spregovoril, Jure se je ustrašil, ga spustil na tla in spremenil se je v mačka. Maček je rekel, da morajo hitro od tod, saj se čarovnica že vrača domov. Šli so do vrta in počakali na noč. Potem je Jure stopil na vrt in nabral jagode. Medtem se je čarovnica v koči jezila, saj ni bilo nikjer njenega lonca s fižolom, mačka pa tudi ne. Preden je stopil z vrta, je Jure zagledal grmovje s cekini. Namesto da bi ubogal miško in jih pustil na miru, jih je začel nabirati. S tem je priklical čarovnico, ki mu je začarala ušesa, in zrasla so velika, kosmata, oslovska ušesa. Ko jo je zaslišal, je hitro pograbil lonec in pobegnil. Miške ni našel več in utrujen je legel na jaso. V tem delu gozda so živeli razbojniki in zjutraj, ko so se odpravili na pot, so zagledali spečega dečka z loncem cekinov. Zbudili so ga z glasnim smehom (smejali so se njegovim ušesom), nato pa so ga vzeli s seboj in ga zaprli v temno izbo. Deček je bil ves prestrašen in le jagode so mu bile v tolažbo, saj so mu cekine razbojniki vzeli.
Medtem je mati bolj in bolj slabela. Mretka pa ni vedela, kaj naj stori, saj očeta in brata ni bilo od nikoder. Ko je mati zaspala, je Mretka stopila skozi vrata. Zagledala je mladega človeka z dolgimi lasmi. Povedal ji je, da je pesnik, ona pa mu je zaupala svoje težave. Obljubil ji je, da bo on poskrbel za mater, če bo odšla iskat očeta in brata. In tako se je na pot odpravila še ona. Mretka na poti v gozdu ni srečala zajčka in ne miške, temveč volka. Ta bi jo skoraj pojedel, če ne bi omenila, da išče očeta in brata, odločil se je, da ji ju pomaga najti, saj bo potem res obilno kosilo. Med hojo je volk zavohal ljudi, to so bili razbojniki, ki so se napotili v bližnjo vas. Volk se je zapodil za njimi in kakor bi trenil, so se izgubili v gozdu. Mretka je ostala sama in kmalu prispela do koče razbojnikov. V trenutku, ko je sedla k ognjišču in začela razmišljati, kako je zapuščena sredi velikega gozda, se je nekaj oglasilo – lonec. Rekel je, naj ga vrže na tla, to je storila in spremenil se je v mačka. Ta jo je odpeljal v izbo, kjer je našla Jureta. Od veselja sta se objela, nato pa mu je pokazala, kakšna ušesa ima, in ga potolažila, da ga bo imela kljub temu rada. Hitro sta se odpravila iskat očeta, saj nista vedela, da je oče začaran v mačka, ki hodi z njima. Čirimbara je v gozdu zavohala svojega mačka in ga začela klicati. Maček in otroka so se skrili v sneg, le ušesa so gledala izza skale, zato jih je Čirimbara našla. Maček je ušel na drevo, čarovnica pa ga je še naprej klicala in ker je pihal nad njo, ga je oplazila s palico. Tedaj se je maček na mah spremenil v lonec, padel čarovnici naravnost na glavo in čarovnica se je po dolgem zvalila na sneg. Bila je mrtva. Jure je po navodilih mačka prijel čarovniško palico, udaril mačka in ta se je začel spreminjati, ne v lonec, temveč v očeta. Otroka sta začudeno pogledala in vsi so se srečni objeli. Nato je oče s palico odčaral dečkova velika ušesa, zatem pa čarovniško palico prelomil, rekoč, da čarovništvo ne prinese nič dobrega. Mrtva čarovnica je izginila, izginil je tudi vrt, mlaka in koča. Ostale so le jagode in cekin. Hitro so se odpravili domov k materi.
V tem času se je mati že prebudila, pesnik pa jo je kratkočasil z bajkami. Kmalu se jima je pridružila smrt, ker je pozabil zapahniti vrata. Pesnik je prosil smrt, naj počaka, da bolnici do konca pove bajko. In pripovedoval je dalje ter ni in ni nehal pripovedovati. Smrt se je dolgočasila, nagnila glavo in zaspala. Tedaj so se nenadoma odprla vrata. Prva je vstopila Metka z jagodami. Smrt se je prebudila, zagledala jagode in spoznala, da je bila prevarana. Jezno je zamahnila s koso in odšla iz koče. Mati je pozobala jagode, potem sta v hišo vstopila še Bisagar in Jure. Niso se hoteli prikazati vsi hkrati, da ne bi materi škodovalo preveč veselja naenkrat. Nato pa ni bilo radosti in pozdravljanja konca ne kraja.
Vsi so sedli za mizo in vsak je povedal, kaj se mu je na poti zgodilo. Ko je pesnik odšel, je oče rekel, da jim manjka le še osel, da bi bilo tako kot prej. Jure je iz žepa potegnil cekin, ki mu je ostal in naslednji dan so odšli na sejem. Naleteli so prav na svojega prejšnjega osla, ki je bil pri novem gospodarju zelo potrt in žalosten, zato ga je želel zamenjati. Ko je sivček zagledal svoje stare gospodarje, je od veselja zarigal.
In potem so priredili pojedino, pili so, jedli, bilo je lepo. In vsi – oče, Jure in Mretka - so še enkrat ponovili vsak svojo zgodbo.

## Analiza pravljice
- Književni čas pravljice ni točno določen.
- Književni prostor je vas Dremavci, ki je ležala na robu gozda in gozd.
- Pripovedovalec je tretjeosebni ali vsevedni. Pravljico pripoveduje pisatelj in se na koncu tudi sam vključi vanjo:

In potem so priredili pojedino, na katero so povabili tudi pesnika in mene. Pili smo in jedli, vmes nekatero zapeli - lepo je bilo. [...] ˝Ti˝, mi je rekel Bisagar, preden smo se ločili, ˝kaj, ako bi iz tega napisal pravljico?˝ Pomislil sem nekoliko. ˝Saj res˝, sem rekel. In sem jo napisal. Tu jo imate.
- Književne osebe:

- glavne:

- čarovnica Čirimbara
- oče Bisagar
- sinček Jure
- hčerka Mretka
- mati
- osel sivček

- stranske:

- smrt
- padar
- zajček
- siva miška
- razbojniki
- pesnik
- volk

- Slog

- Okrasni pridevki: huda (čarovnica), vegasta (koča), rdeča (jabolka), pisane (cvetice), zeleno (listje), suhi (cekini), borna (koča), veliki (siromaki), beraška (suknja), rumene (hruške)...
- Pomanjševalnice: sinček, hčerka, sivček, zajček, miška...
- Ljudska števila: za devetimi griči, pet stezic, tri dni...

- Pomembni dogodki: Najpomembnejši dogodek v pravljici je trenutek, ko oče Bisagar izreče stavek: »Bil mi je velik prijatelj in dobrotnik. Verjemi, kdor si, da bi mi bilo ljubše, ako bi izgubil ženo...« Takrat se začne zaplet. Pomemben dogodek je tudi, ko lonec pove Mretki, kje je Jure.
- Motivi:

- motiv čarovnice
- motiv bratca in sestrice

- Sporočilo: Na koncu dobro zmaga nad zlim.
- Konec pravljice je srečen: mati ozdravi in osla sivčka dobijo nazaj.

## Interpretacija glavnih likov
- Čarovnica Čirimbara je ena izmed glavnih oseb v pravljici. Je zelo stara, zgrbljena, ima oster nos in kljukasto brado. Na eno nogo je šepava in zato pri hoji uporablja palico s kljuko, ki ji služi tudi za čaranje. Živi sredi velikega gozda, v katerega se nihče ne upa razen volkov in razbojnikov. Kdor pa stopi vanj, se ne vrne več.

Bila je zelo stara in vsa zgrbljena, imela je oster nos in kljukasto brado, kakor pač vse čarovnice. Prebivala je sredi velikega gozda, v katerega se nihče ni upal razen volkov in razbojnikov; če pa je kdo stopil vanj, je bilo več kot gotovo, da se ne bo več vrnil. Bila pa je Čirimbara tudi šepava na eno nogo – pazite, tudi vrag šepa – zato se je morala pri hoji opirati na palico s kljuko. Ta palica pa ni bila kaka navadna palica, kar si lahko mislite, zakaj z njo je čarala, zato pa je bila čarovnica.
- Oče, ki ga kličejo Bisagar, ker hodi od prodajalne do prodajalne in nakupuje, kar mu je naročeno ter polni bisage. On in njegova družina so veliki siromaki. V pravljici se zaradi čarovnice Čirimbare preobrazi v mačko in lonec. V vlogi mačka in lonca pomaga Juretu in Metki in na koncu skupaj premagajo čarovnico.
- Sinček Jure je pogumen deček, ki se odpravi po očeta v nepoznan gozd in k čarovnici Čirimbari.
- Hčerka Metka je tudi pogumna oseba, saj gre sama po brata in očeta, ker se ne vrneta domov. Je zelo pomembna pri razpletu pravljice, ker reši Jureta iz koče razbojnikov.
- Mati je samo mati, brez imena, ker jo tako kličeta sinček in hčerka in tudi oče.
- Osel sivček ima kakor vsi osli štiri noge, zadaj rep, spredaj debelo glavo in na glavi dolga ušesa. Je zelo navezan na svojega gospodarja in njegovo družino.
- Ostale književne osebe: smrt, padar, zajček, siva miška, razbojniki, pesnik, volk.

## Motivno-tematske povezave
Motiv čarovnice je glavni motiv v pravljici in je v klasičnih ljudskih pravljicah zelo pogost. Čarovnica Čirimbara je podobna čarovnici v pravljici Janko in Metka, katero je Bruno Bettelheim v knjigi Rabe čudežnega: o pomenu pravljic označil kot poosebljenje uničevalnih vidikov oralnosti. Pravljici sta si podobni tudi zaradi imen otrok Janko in Jure ter Metka in Mretka. V obeh pravljicah je čarovnica premagana, dobro premaga zlo. Prav tako obe družini tare revščina, da otrokom nimajo dati kaj jesti.
Motiv bratca in sestrice je drugi pomemben motiv. Spominja nas na Grimmovo pravljico Bratec in sestrica, ki prav tako kot Čarovnica Čirimbara govori o dogodivščinah brata in sestre. Bruno Bettelheim pravi, da na začetku takšnih pravljic med bratom in sestro ni nikakršnih razlik: živita skupaj in enako čutita, sta neločljiva. Toda potem, v nekem trenutku odraščanja, se eden od njiju spremeni v žival (Juretu zrastejo velika, kosmata oslovska ušesa), drugi pa ne. Na koncu pravljice žival spet dobi svojo človeško podobo; oba sta spet združena in se ne bosta nikoli več ločila. To je simbolični načiin, na katerega pravljica podaja bistvene stopnje razvoja človekove osebnosti: otrokova osebnost sprva ni diferencirana; nato se iz nediferencirane stopnje stopnje razvijejo ono, jaz in nadjaz. V procesu dozorevanja se morajo integrirati, čeprav jih vleče v nasprotne smeri.